# Lights Out (album Antimatter)
Lights Out – drugi album brytyjskiej grupy Antimatter, wydany w 2003 roku przez Prophecy Productions i The End Records.

## Lista utworów
1. Lights Out - 4:05
2. Everything You Know Is Wrong - 4:03
3. The Art of a Soft Landing - 4:29
4. Expire - 7:59
5. In Stone - 7:49
6. Reality Clash - 7:45
7. Dream - 5:54
8. Terminal - 7:43 (instrumental)